# Фишечная игра
Фишечная игра — это вид математической игры, в которой игра заключается в передвижении «фишек» или «маркеров» на ориентированном графе. Существует большое число различных фишечных игр.

## Прохождение фишками
- Прохождение фишками — это игра, в которой фишки размещаются на вершинах направленного ациклического графа G согласно некоторым правилам.
  - Ход игры состоит либо в размещении фишки в вершине графа G, либо изъятию фишки из занимаемой фишкой вершины.
  - Вершина может быть занята фишкой, только если имеются все её предшественницы.
  - Целью игры является успешное посещение фишками всех вершин графа G (в любом порядке) с минимальным числом фишек, выставленных на графе одновременно.

## Время игры
Тривиальным решением является заполнение фишками n-вершинного графа за n шагов, используя n фишек. Хопкрофт, Пол и Вэлиент показали, что любая вершина графа с n вершинами может быть посещена с {\displaystyle O(n\log n)} фишками, где константа зависит от максимальной полустепени захода. Это дало им возможность доказать, что DTIME{\displaystyle (f(n))} содержится в DSPACE{\displaystyle (f(n)\log f(n))} для всех времяконструируемых функций f. Липтон и Тарьян показали, что любой n-вершинный планарный ациклический ориентированный граф с максимальной полустепенью захода k может быть пройден с {\displaystyle O({\sqrt {n}}+k\log _{2}n)} фишками. Они также доказали, что можно получать существенное сокращение числа фишек, сохраняя полиномиальную границу числа шагов размещения фишек, доказав теорему, что любой n-вершинный планарный ацикличный ориентированный граф с максимальной полустепенью захода k может быть пройден с {\displaystyle O(n^{\tfrac {2}{3}}+k)} фишками за время {\displaystyle O(n^{\tfrac {5}{3}})}. Алон, Сеймур и Томас показали, что любой n-вершинный ацикличный ориентированный граф без kh-миноров и максимальной полустепенью захода k может быть пройден с {\displaystyle O(h^{\tfrac {3}{2}}n^{\tfrac {1}{2}}+k\log n)} фишками.

## Прохождение черными и белыми фишками
Обобщение этой игры, известное как «прохождение черными и белыми фишками», разрабатывали Стивен Артур Кук и Рави Сети в статье 1976 года. В игру добавляются белые фишки, которые могут быть размещены в любой вершине, какой захотим, но удалить такую фишку можно, только если все непосредственные дочерние вершины также заняты фишками. Цель остаётся той же — разместить чёрную фишку на целевой вершине, но заполнение фишками смежных вершин можно делать фишками любого цвета.

## Другие варианты
Такуми Касаи, Акэо Адати и Сигэки Ивата разработали игру, в которой фишка может двигаться вдоль ребра в неоккупированную вершину, только если вторая фишка расположена на третьей контрольной вершине. Целью является продвинуть фишку до целевой вершины. Эти вариации делают фишечную игру обобщением игр, таких как китайские шашки и халма. Они определяют вычислительную сложность версий игры с одним и двумя игроками и их специальные версии. В версии с двумя игроками игроки двигают фишки поочерёдно. Могут существовать ограничения на то, какие фишки игрок может двигать.
Игра с прохождением фишками может быть обобщена до игры Эренфойхта — Фраиса.